# Pranchita
Pranchita är en kommun i Brasilien.   Den ligger i delstaten Paraná, i den södra delen av landet, 1 300 km sydväst om huvudstaden Brasília. Antalet invånare är 5 632.
Omgivningarna runt Pranchita är en mosaik av jordbruksmark och naturlig växtlighet. Runt Pranchita är det ganska tätbefolkat, med 96 invånare per kvadratkilometer.